# Karl Bonaventura Finck von Finckenstein (Verwaltungsbeamter)
Karl Wilhelm Georg Bonaventura Graf Finck von Finckenstein (* 27. Januar 1872 in Jäskendorf; † 26. November 1950 in Obernkirchen) war ein deutscher Verwaltungsbeamter und Rittergutsbesitzer.

## Leben
Seine Eltern waren das Mitglied des Preußischen Herrenhauses Karl Friedrich Johannes Finck von Finckenstein (* 24. August 1824; † 28. Dezember 1905) und dessen Ehefrau Helene von Lücken (* 27. Mai 1845; † 4. Mai 1925).
Karl Bonaventura Finck von Finckenstein studierte Rechtswissenschaften an der Ruprecht-Karls-Universität Heidelberg. 1891 wurde er Mitglied des Corps Saxo-Borussia Heidelberg. Nach dem Studium trat er in den preußischen Staatsdienst ein. 1898 bestand er das Regierungsassessor-Examen bei der Regierung in Königsberg. 1905 wurde er Landrat des Landkreises Stolp in der Provinz Pommern. Ende 1906 wurde er auf eigenen Antrag aus dem Staatsdienst entlassen. Danach lebte er bis zur Vertreibung in Jäskendorf in Ostpreußen als Besitzer des dortigen Fideikommisses.
Beim preußischen Militär erreichte er den Dienstgrad Rittmeister. Er war verheiratet mit Paula Gräfin von Kanitz (1888–1969). Das Ehepaar hatte drei Töchter und sechs Söhne, von denen drei im Zweiten Weltkrieg fielen.